# Trešnjin cvijet
Trešnjin cvijet (jap. 桜 sakura) jedan je od najvažnijih simbola japanske kulture. Predstavlja ljepotu, buđenje i prolaznost. 
Vrijeme kada cvate trešnja označava jedno od vrhunaca japanskog kalendara i predstavlja početak proljeća.
Obično se odnosi na cvijet japanske trešnje Yoshino (Prunus x yedoensis) i drugih japanskih vrsta trešnje.
Doba trešnjinog cvijeta u Japanu počinje sredinom ili krajem ožujka u Kyūshū a zatim se premješta prema sjeveroistoku i početkom svibnja stiže u Hokkaido.
Gotovo polovicu svih stabala u japanskom gradovima čine stabla trešnje, tako da u to doba nastaje nestvarno lijepo more cvjetova trešnje.